# マシュー・スピラノビッチ
マシュー・トーマス・シュピラノヴィッチ（Matthew Thomas Špiranović, 1988年6月27日 - ）は、オーストラリア・ビクトリア州ジーロング出身の元オーストラリア代表の元サッカー選手。現役時代のポジションはディフェンダー。
クロアチア系オーストラリア人で、浦和レッドダイヤモンズ初のアジア枠の適用選手となった。

## 経歴

### クラブ
オーストラリアのスポーツエリートを養成するAISフットボール (en:Australian Institute of Sport Football Program) を経て、2006年にドイツブンデスリーガの1.FCニュルンベルクへ移籍した。2007年1月30日のボルシア・メンヒェングラートバッハ戦でマイケル・ビューチャンプと交代しデビューを飾る。2007年2月2日のバイエルン・ミュンヘン戦では腓返りによりハーフタイムでの交代を余儀なくされるが、ドイツフットボール界の巨人であるバイエルンとの一戦で見せたパフォーマンスは多くのサポーターに感銘を与えた。VfLヴォルフスブルク、シャルケ04戦ではフル出場を果たし、それらの試合で相手の中心選手を完全に封じ込めたことで「猛犬」と呼ばれるようになる。また当時は元名古屋グランパスのジョシュア・ケネディとチームメイトであった。
06-07シーズンのドイツカップ戦決勝でも後半27分から出場したスピラノビッチはチームの優勝に貢献した。しかし、リーグ戦では16位に終わり、降格が決定する。2008年11月には長期間に渡ったハムストリングの怪我から回復するも、足首の腱を断裂し08-09シーズンは8試合の出場に留まる。それにもかかわらず2009年1月にはフラムFCのトップがスピラノビッチに100万ポンドのオファーを出すが実現しなかった。2009年11月17日スピラノビッチは怪我により非常に多くの試合を失ったため、貴重な出場機会を得るべきだと考えたニュルンベルクのGMにより2010年1月から他のクラブへレンタル移籍されることが報道された。
2010年1月7日、浦和レッドダイヤモンズへレンタル移籍で加入する事が発表された。背番号は「4」。
チーム合流後はキャンプ中から細かい故障を繰り返していた影響でシーズン開幕から中々試合に出られなかったが、2010年3月31日に行われたナビスコカップ予選リーグ第1節、対ジュビロ磐田戦で先発出場し初出場を記録。その後も山田暢久、坪井慶介のセンターバックのコンビが機能していたこともあり、リーグ戦ではベンチスタートの日々が続いたが2010年5月15日に行われたJ1第12節、対ベガルタ仙台戦でリーグ戦初先発を果たし、これ以降は南アフリカW杯によるリーグ中断中に行われたナビスコカップ予選リーグの試合、中断が空けて再開されたリーグ戦でも殆どの試合に先発出場した。2010年8月21日に行われたJ1第20節、対湘南ベルマーレ戦で来日初ゴールを記録。この後もコンスタントに出場を続け浦和の守備の安定に貢献していたが、2010年9月25日に行われたJ1第24節、対アルビレックス新潟戦の前半15分に左大腿部を痛め負傷退場。後日行われた検査の結果、左ハムストリングの腱損傷で全治8週間と診断され、再度離脱する事となってしまった。その後、リハビリを経て2010年12月6日に行われたJ1第34節、対ヴィッセル神戸戦で出場はなかったものの、約2か月ぶりにベンチ入りを果たした。しかし、浦和の2010年シーズン最後の公式戦となった2010年12月25日の天皇杯準々決勝、ガンバ大阪戦は風邪を引いてしまったためベンチに入ることが出来なかった。
2010年12月9日、1.FCニュルンベルクからの期限付き移籍満了に伴い、浦和への完全移籍で1年間の契約を更新がされたことが発表され、引き続き浦和でプレーすることが決定した。
2011年は大きな怪我も無く、シーズン開幕からコンスタントに出場を続けたが、監督が堀孝史へ交代した後は濱田水輝や坪井慶介の後塵を拝することとなり、ベンチを暖める試合が多くなった。
2012年シーズンは出場機会に恵まれず、ナビスコカップで2試合出場したのみに留まり、7月10日にカタールリーグのアル・アラビ・ドーハへ完全移籍することが浦和、アル・アラビ双方の公式ホームページにて発表された。
2013年10月1日、ウェスタン・シドニー・ワンダラーズFCへ完全移籍。
2015年7月16日、中国の杭州緑城へ完全移籍した。
2018年6月22日、パース・グローリーFCへ移籍した。
2021年7月、メルボルン・ビクトリーFCに復帰した。2023年1月21日のパース・グローリーFC戦を最後に現役を引退した。

### 代表
各年代の代表経験も豊富で2005年にU-17オーストラリア代表としてFIFA U-17ワールドカップに出場、2006年にはニュルンベルクへ入団する前にAFCユース選手権2006へ出場し、準々決勝で韓国に敗れるまでプレーした。またその時の活躍によりクロアチアサッカー協会から注目される。ユース年代ではオーストラリア、イングランド、クロアチアのどの代表にも選ばれる資格があったが2007年4月4日、オーストラリア代表を目指すことを発表した。2008年8月にはU-23オーストラリア代表として北京オリンピックへ出場し、また、A代表でも2008年5月23日にガーナ代表との親善試合で国際Aマッチ初出場を果たしているが、前述のように故障を繰り返して試合から離れていた時期があったため、2010 FIFAワールドカップのオーストラリア代表メンバー入りは果たせなかった。

## 個人成績
| 国内大会個人成績 | 国内大会個人成績     | 国内大会個人成績 | 国内大会個人成績 | 国内大会個人成績 | 国内大会個人成績 | 国内大会個人成績 | 国内大会個人成績 | 国内大会個人成績 | 国内大会個人成績 | 国内大会個人成績 | 国内大会個人成績 |
| 年度             | クラブ               | 背番号           | リーグ           | リーグ戦         | リーグ戦         | リーグ杯         | リーグ杯         | オープン杯       | オープン杯       | 期間通算         | 期間通算         |
| 年度             | クラブ               | 背番号           | リーグ           | 出場             | 得点             | 出場             | 得点             | 出場             | 得点             | 出場             | 得点             |
| ドイツ           | ドイツ               | ドイツ           | ドイツ           | リーグ戦         | リーグ戦         | リーグ杯         | リーグ杯         | DFBポカール      | DFBポカール      | 期間通算         | 期間通算         |
| ---------------- | -------------------- | ---------------- | ---------------- | ---------------- | ---------------- | ---------------- | ---------------- | ---------------- | ---------------- | ---------------- | ---------------- |
| 2006-07          | ニュルンベルク       | 23               | ブンデス1部      | 8                | 0                | -                | -                | 2                | 0                | 10               | 0                |
| 2007-08          | ニュルンベルク       | 23               | ブンデス1部      | 7                | 0                | -                | -                | 0                | 0                | 7                | 0                |
| 2008-09          | ニュルンベルク       | 23               | ブンデス2部      | 8                | 0                | -                | -                | 1                | 0                | 9                | 0                |
| 2009-10          | ニュルンベルク       | 23               | ブンデス1部      | 1                | 0                | -                | -                | 0                | 0                | 1                | 0                |
| 日本             | 日本                 | 日本             | 日本             | リーグ戦         | リーグ戦         | リーグ杯         | リーグ杯         | 天皇杯           | 天皇杯           | 期間通算         | 期間通算         |
| 2010             | 浦和                 | 4                | J1               | 13               | 1                | 5                | 0                | 0                | 0                | 18               | 1                |
| 2011             | 浦和                 | 4                | J1               | 25               | 0                | 3                | 0                | 0                | 0                | 28               | 0                |
| 2012             | 浦和                 | 4                | J1               | 0                | 0                | 2                | 0                | 0                | 0                | 2                | 0                |
| カタール         | カタール             | カタール         | カタール         | リーグ戦         | リーグ戦         | リーグ杯         | リーグ杯         | オープン杯       | オープン杯       | 期間通算         | 期間通算         |
| 2012-13          | アル・アラビ         | 2                | QSL              | 13               | 2                | 0                | 0                | 0                | 0                | 13               | 2                |
| オーストラリア   | オーストラリア       | オーストラリア   | オーストラリア   | リーグ戦         | リーグ戦         | リーグ杯         | リーグ杯         | FFA杯            | FFA杯            | 期間通算         | 期間通算         |
| 2013-14          | ウェスタン・シドニー | 13               | Aリーグ          | 18               | 1                | -                | -                | -                | -                | 18               | 1                |
| 2014-15          | ウェスタン・シドニー | 13               | Aリーグ          | 13               | 0                | -                | -                | 0                | 0                | 13               | 0                |
| 中国             | 中国                 | 中国             | 中国             | リーグ戦         | リーグ戦         | リーグ杯         | リーグ杯         | FA杯             | FA杯             | 期間通算         | 期間通算         |
| 2015             | 杭州緑城             | 34               | 超級             | 9                | 1                | -                | -                | 0                | 0                | 9                | 0                |
| 2016             | 杭州緑城             | 13               | 超級             | 17               | 0                | -                | -                | 0                | 0                | 17               | 0                |
| 通算             | ドイツ               | ドイツ           | ブンデス1部      | 16               | 0                | -                | -                | 2                | 0                | 18               | 0                |
| 通算             | ドイツ               | ドイツ           | ブンデス2部      | 8                | 0                | -                | -                | 1                | 0                | 9                | 0                |
| 通算             | 日本                 | 日本             | J1               | 38               | 1                | 10               | 0                | 0                | 0                | 48               | 1                |
| 通算             | カタール             | カタール         | QSL              | 13               | 2                | 0                | 0                | 0                | 0                | 13               | 2                |
| 通算             | オーストラリア       | オーストラリア   | Aリーグ          | 31               | 1                | -                | -                | 0                | 0                | 31               | 1                |
| 通算             | 中国                 | 中国             | 超級             | 26               | 1                | -                | -                | 0                | 0                | 26               | 1                |
| 総通算           | 総通算               | 総通算           | 総通算           | 135              | 5                | 10               | 0                | 3                | 0                | 148              | 5                |

その他の公式戦
- 2014年
  - Aリーグ ファイナルシリーズ 2試合1得点

| 国際大会個人成績 | 国際大会個人成績     | 国際大会個人成績 | 国際大会個人成績 | 国際大会個人成績 | 国際大会個人成績 | 国際大会個人成績 | FIFA | FIFA | 期間通算 | 期間通算 |
| 年度             | クラブ               | 背番号           | 出場             | 得点             | 出場             | 得点             | 出場 | 得点 | 出場     | 得点     |
| UEFA             | UEFA                 | UEFA             | UEFA CL          | UEFA CL          | UEFA EL          | UEFA EL          | CWC  | CWC  | 期間通算 | 期間通算 |
| ---------------- | -------------------- | ---------------- | ---------------- | ---------------- | ---------------- | ---------------- | ---- | ---- | -------- | -------- |
| 2007-08          | ニュルンベルク       | 23               | -                | -                | 1                | 0                | -    | -    | 1        | 0        |
| AFC              | AFC                  | AFC              | AFC CL           | AFC CL           | AFC CUP          | AFC CUP          | CWC  | CWC  | 期間通算 | 期間通算 |
| 2014             | ウェスタン・シドニー | 13               | 7                | 0                | -                | -                | 1    | 0    | 8        | 0        |
| 2015             | ウェスタン・シドニー | 13               | 1                | 0                | -                | -                | -    | -    | 1        | 0        |
| 通算             | UEFA                 | UEFA             | 0                | 0                | 1                | 0                | 0    | 0    | 1        | 0        |
| 通算             | AFC                  | AFC              | 8                | 0                | 0                | 0                | 1    | 0    | 9        | 0        |
| 総通算           | 総通算               | 総通算           | 8                | 0                | 1                | 0                | 1    | 0    | 10       | 0        |

## 代表歴

### 出場大会
- U-17オーストラリア代表
  - 2005年 - FIFA U-17ワールドカップ (1次リーグ敗退)
- U-20オーストラリア代表
- U-23オーストラリア代表
  - 2008年 - 北京オリンピック・オーストラリア代表 (グループリーグ敗退)
- オーストラリア代表
  - 2011年 - AFCアジアカップ2011 (準優勝)
  - 2014年 - 2014 FIFAワールドカップ (グループリーグ敗退)
  - 2015年 - AFCアジアカップ2015 (優勝)

### 試合数
- 国際Aマッチ 26試合（2008年-2019年）[10]

| オーストラリア代表 | 国際Aマッチ | 国際Aマッチ |
| 年                 | 出場        | 得点        |
| ------------------ | ----------- | ----------- |
| 2008               | 2           | 0           |
| 2009               | 2           | 0           |
| 2010               | 1           | 0           |
| 2011               | 7           | 0           |
| 2012               | 4           | 0           |
| 2013               | 0           | 0           |
| 2014               | 5           | 0           |
| 2015               | 9           | 0           |
| 2016               | 4           | 0           |
| 2017               | 1           | 0           |
| 2019               | 1           | 0           |
| 通算               | 36          | 0           |

## タイトル
1.FCニュルンベルク
- DFBポカール：1回（2006-07）

ウェスタン・シドニー・ワンダラーズFC
- Aリーグレギュラーシーズン：1回（2012-13）
- AFCチャンピオンズリーグ：2014

パース・グローリーFC
- Aリーグレギュラーシーズン：1回（2018-19）

メルボルン・ビクトリーFC
- FFAカップ：1回（2021）

オーストラリア代表
- OFC U-17選手権：1回（2005）
- AFCアジアカップ：1回（2015）